# هيفل (جنس)
الهَيفَل أو الجَرْبَع أو الفُرسيتية هو جنس من النباتات المزهرة في الفصيلة الزيتونية. ثمة نحو أحدعشر نوعًا مهد جلها شرق آسيا وأحدها مهده جنوب شرق أوروبا.  الاسم العلمي مشتق للنبات على اسم وليم فُرسِث. سوقها فرعاء أوراقها متقابلة عابلة. أزهارها رباعية الفصل، خماسية البتلات المندغمة القاعدة، ثنائية السداة، جميلة ذهبية تنور قبل انبلاج الورق.